# Emmanuelle (film, 1974)
Emmanuelle (franciául: Emmanuelle, németül: Emanuela) 1974-ben bemutatott francia erotikus játékfilm Emmanuelle Arsan thai-francia írónő azonos című regényéből. Rendezője Just Jaeckin, címszereplője Sylvia Kristel. A film igen gondos művészi technikát, kifinomult képi eszközöket alkalmaz. A női szexualitás nyílt és ellentmondásos ábrázolása a korabeli közéletben erkölcsi és kulturális vitát kavart. Átütő kereskedelmi sikere nyomán Emmanuelle karaktere egyfajta franchise-zá vált, a név felhasználásával több folytatás és nagyszámú utángyártott szoftszex mozifilm, tévé- és DVD-sorozat készül(t), változatos műfajokban. Pierre Bachelet filmzenéje is komoly sikert szerzett.

## Háttér
A cselekmény alapja az Emmanuelle Arsan álnéven alkotó Marayat Bibidh thai írónő (1932–2005) Emmanuelle című regénye, amely először 1959-ben illegálisan jelent meg Párizsban, a francia cenzúra betiltotta, megjelenését csak 1967-ben engedélyezték. A történet – amelyet későbbi kutatások szerint részben vagy egészben Marayat férje, Louis-Jacques Rollet-Andriane (1923–2009) francia UNESCO-diplomata írt – a házaspár meglehetősen szokatlan és a korabeli társadalmi konvenciókat felrúgó szexuális életének és fantáziáinak költői megjelenítése.

## Cselekmény
Emmanuelle Thaiföldre utazik, ott dolgozó diplomata férjéhez, Jean-hoz. Gazdag házban él, szolgáktól körülvéve, férjéhez szenvedélyes és érzéki viszony fűzi. Ennek ellenére napjait végtelenül unalmasnak érzi. Erotikus élményeket keres a helyi diplomata kolónia nőtagjaival, köztük a leszbikus szerelemre éhes Ariane-nal is, de ezek a kalandok sem elégítik ki. Ráakaszkodik Bee-re, egy francia régésznőre, aki magával viszi kutatóútjaira, a táborban eltöltenek egy-két szerelmes éjszakát. Beleszeret Bee-be, aki azonban nem viszonozza rajongó érzelmeit, Emmanuelle csalódottan tér vissza férjéhez, Bangkokba. 
Egy barátnője, Marie Ange összeismerteti őt szeretőjével, Marióval, egy öregedő, élveteg életművésszel, aki bevezeti az unatkozó asszonyt a gátlásoktól mentes szexuális kicsapongás és az extrém érzéki erotika világába. Mario hosszú filozófiai meditációkban oktatja Emmanuelle-t a női test és lélek szexuális felszabadításának fontosságáról. Ezután Emmanuelle gyakorlati oktatásban részesül, egy ópiumbarlangban elkábítják és csoportosan megerőszakolják, amit Mario megszemlél, és ő is bekapcsolódik, majd felkínálja a nőt egy thai boksz (muaj thai) mérkőzés férfi győztesének trófea gyanánt. Emmanuelle-t a leizzadt győztes verekedő kíméletlenül magáévá is teszi.
A film üzenete, hogy Emmanuelle ezen átélt élmények hatására levetette gátlásait és érett, szexuálisan felszabadult személyiséggé változott, aki a film záró jelenetében magabiztosan készülődik újabb kalandokra.

## Szereposztás
| Szerep                                   | Színész                         | Magyar hangja (1. szinkron)                              |
| ---------------------------------------- | ------------------------------- | -------------------------------------------------------- |
| Mario                                    | Alain Cuny                      | Jakab Csaba                                              |
| Emmanuelle                               | Sylvia Kristel                  | Huszárik Kata                                            |
| Jean, a férje                            | Daniel Sarky                    | N/A                                                      |
| Bee, francia régésznő                    | Marika Green                    | Szórádi Erika                                            |
| Ariane                                   | Jeanne Colletin                 | N/A                                                      |
| Marie-Ange                               | Christine Boisson               | N/A                                                      |
| Luc                                      | Romain Micmande                 | N/A                                                      |
| További szereplők, további magyar hangok | Samantha Gabriel Briand Gregory | Bogdányi Titanilla Kapácsy Miklós Peller Anna Uri István |

## Forgatási helyszínek

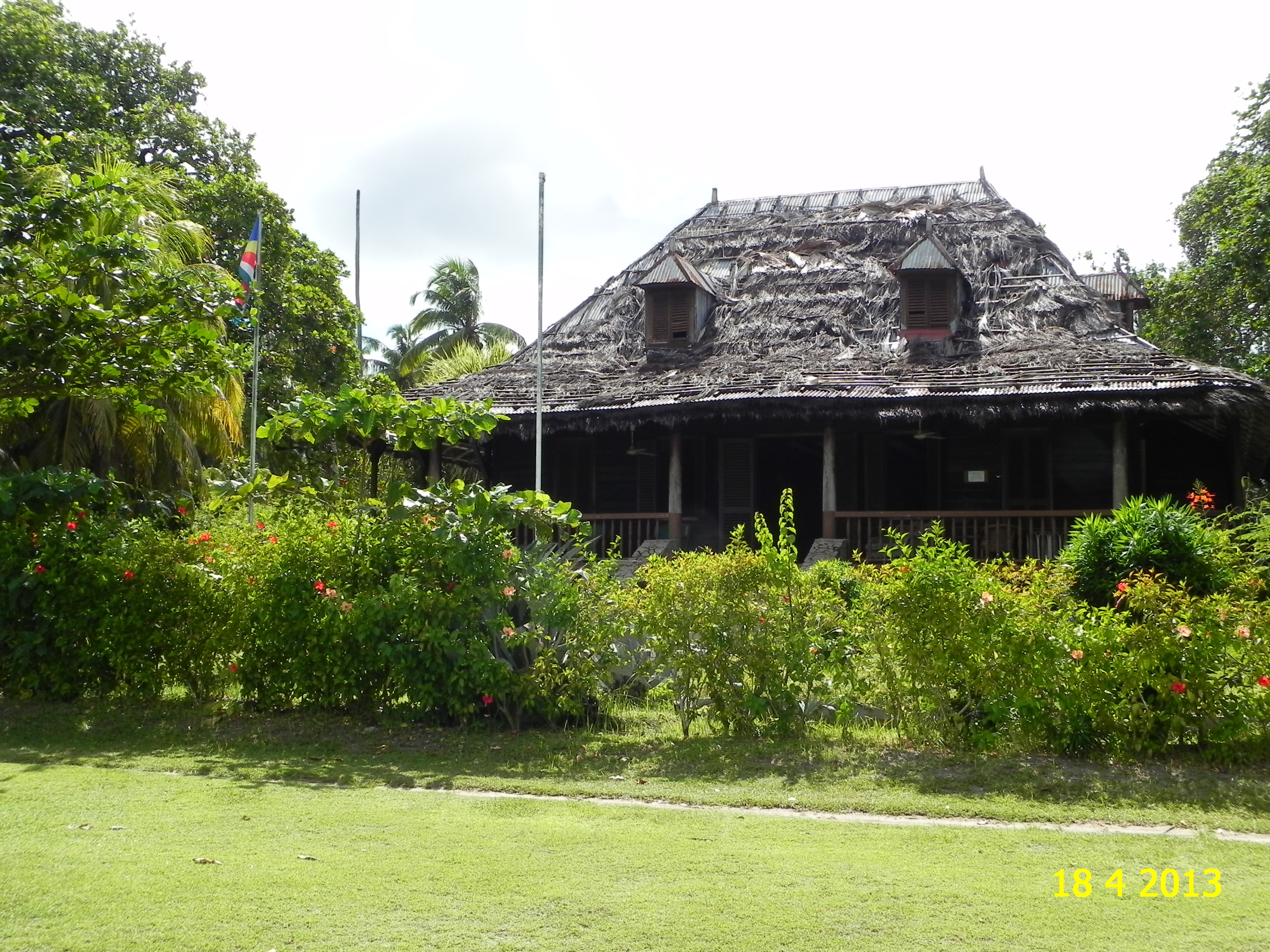
A seychelle-i forgatási helyszín

A filmet 1973 decembere és 1974 februárja között Bangkokban és a Seychelle-szigeteken forgatták. Néhány jelenetet Párizsban vettek fel.

## Zene
A film zenéjét Pierre Bachelet francia énekes írta. Az 1974-es bemutató után azonban kiderült, hogy a filmben többször elhangzó fő dallam igen erős hasonlóságot mutat a King Crimson angol együttes 1973-as nagylemezének, a Pacsirtanyelvek aszpikban-nak (Larks’ Tongues in Aspic) zenéjével. 1975-ben az együttes gitárosa, Robert Fripp keresetet nyújtott be az Emmanuelle producerei ellen, szellemi termékének jogosulatlan felhasználása miatt. A bírósági eljárás során peren kívüli egyezséget ért el.

## Bemutató
Emmanuelle-t 1974. június 26-án mutatták be Párizsban. Nyugat-Németországban először 1974. szeptember 20-án mutatták be Emanuela címmel, 1980-ban megjelent videókazettán is. Ausztriában és Londonban 1974 októberében, Nagy-Britannia más városaiban novemberben, az Egyesült Államokban december 3-án mutatták be. Magyarországon nem került a mozikba, csak videókazettákon járt kézről kézre, majd DVD-n is megjelent. Magyar szinkron is készült hozzá, ismeretlen időpontban.

## Korabeli fogadtatás
A közönség körében sikert hozott, a korabeli bírálók azonban vegyesen ítélték meg. Volt, aki Emmanuelle-ben a női szexualitás bilincseit lerázó hősnőt látta. A kritikusok – köztük a feministák is – a gátlás nélküli, szabados szex dicséretét, a nőknek a férfi vágyaknak való feltétlen alávetését olvassák ki belőle.
„Művészien megkomponált szexfilm, amely a bangkoki nyomort csak egzotikus kellékként használja, és valódi szándékát álfilozófiai verejték mögé rejti. A műfajában tömegben készültekből csak a kitűnő operatőri munka és a jó szereposztás emeli ki.” – Lexikon des internationalen Films Filmdienst, 1973. „A filmet „francia filmslágerként” hirdetik, pedig nem más, mint nagy művészi szaktudással előállított esztétizálás, álságos filozófiai bemondásokkal (pl.: „A szerelem nem más, mint vágyakozás a testi kéj után.”). A hazug és ostoba mondanivalót gyönyörű felvételek sorával folyamatosan leplezi.” – Filmdienst, 1973.
„Az „Emanuela” egy romlott férfi fantázia terméke, amelyben szinte az összes nőkkel összefüggő közhely feltűnik. A film nem csupán csak szexista, a nőket valójában csak tárgyakként ábrázolja, hanem rasszista is, (…) a cselekményt nem véletlenül helyezi a Távol-keletre. A mozijeggyel rögtön reklámprospektust is veszünk az egyre kedveltebbé váló férfi-utazásokra a távol-keleti fejlődő szabad piacára, ahol a nők állandóan kaphatók.” – Frauen und Film, Berlin, 1974

## Érdekesség
Mario alakítója, Alain Cuny (1908–1994), aki 44 évvel idősebb volt Sylvia Kristelnél (1952–2012) csak azzal a feltétellel vállalta a szerepet, ha neve nem fog szerepelni a stáblistán. A film átütő sikerét látva azonban követelte, hogy nevét a plakátokon a főszereplőkkel azonos módon tüntessék fel.

## A film utóélete
Idő múltával a film „megszelídített” változata bekerült a televízióadók késő esti programjába. Emmanuelle (Sylvia Kristel) és Bee (Marika Green) hosszú szexjelenetének erős megkurtítása után a francia és európai tévécsatornák a filmet rendszeres időközönként sugározzák. 
1975-ben Francis Giacobetti elkészítette az Emmanuelle 2. részét (alternatív címe: „Emmanuelle, az antiszűz”), Sylvia Kristel, a feketebőrű Laura Gemser és a szinte egyfilmes fiatal Catherine Rivet szerepeltetésével, de az első film sikerét nem tudta megismételni. A későbbi évtizedekben az Emmanuelle karakterére alapozott filmekből számos hivatalos és szabadúszó folytatás készült. Az Emmanuelle védjegyet megvásárolt „franchise” változatok a szoftpornó több fokozatában készültek, változatos rendezőkkel és főszereplőkkel. Közös technikai jellemzőjük az egzotikus környezet, az esztétikus képi és színvilág.

## Az alapmű
- Emmanuelle Arsan. Emmanuelle Livre 1 – La leçon d’homme (francia nyelven). Párizs: Eric Losfeld / Le Terrain Vague (1967)